# Hanni Vanhaiden

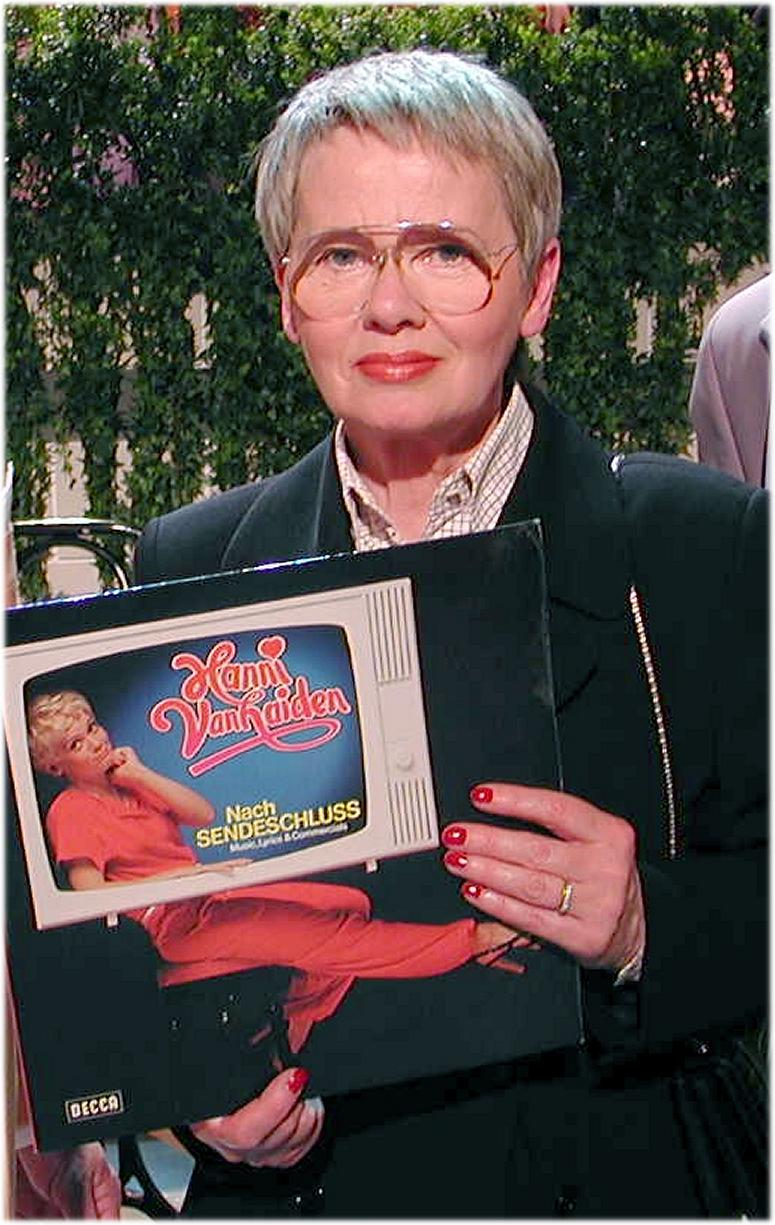
Hanni Vanhaiden beim ZDF-Super-Wunschkonzert in Emden 2002 mit ihrer LP

Hanni Vanhaiden, eigentlich Hanni Hümpel (* 4. Juni 1942 in Hamburg), ist eine deutsche ehemalige Balletttänzerin und Fernsehansagerin des NDR.

## Karriere
Nach Beendigung ihrer Laufbahn beim Ballett der Hamburgischen Staatsoper (1956–67, ab 1966 als Solotänzerin) wurde Vanhaiden Fernsehansagerin beim Norddeutschen Rundfunk (NDR), zunächst vor allem in der nachmittäglichen Kinderstunde. Hier löste sie Ann Ladiges ab, die eine journalistische Laufbahn anstrebte. Von den 1970er Jahren an war Vanhaiden zusammen mit Ulla Zitelmann, Heidrun von Goessel und Dénes Törzs eines der bekanntesten Gesichter des NDR. Die schlichte weißblonde Kurzhaarfrisur und ihre randlose Brille mit großen Gläsern (sie war die erste Ansagerin in Deutschland, die mit einer Brille auftrat) wurden zu ihren Markenzeichen, die sie bis zum Ende ihrer Ansagetätigkeit beibehielt; landläufig wurden Brillen mit dieser Fassung zeitweilig als Hanni-Vanhaiden-Brille bezeichnet.
Neben ihrer Tätigkeit als Ansagerin moderierte Vanhaiden die ARD-Kindersendung Emm wie Meikel, den ARD-Ratgeber: Technik sowie den BBC-Fernsehsprachkurs Deutsch Direkt. Darüber hinaus trat sie in Unterhaltungssendungen wie der Rudi Carrell Show, disco und Zwischenmahlzeit als Gast auf. Bis Mitte der 1970er Jahre war sie gelegentlich als Schauspielerin tätig, so in Nebenrollen in Dem Täter auf der Spur und Tatort. Ende der 1970er Jahre versuchte sich Hanni Vanhaiden als Sängerin (Langspielplatte Nach Sendeschluss, Single Fernsehmelodie, die sie in Zusammenarbeit mit dem Filmkomponisten Martin Böttcher aufnahm). Weiterhin war sie Sprecherin in diversen Hörspielen, z. B. Die drei ??? (Folgen 14, 50, 114). 1979 sprach sie für die Schallplattenfirma RCA Records einige Märchenhörspiele, von denen mehrere im Jahr 2005 auf CD wiederveröffentlicht wurden.
Ihre berufliche Laufbahn endete mit der sukzessiven Abschaffung des Ansagedienstes im NDR-Fernsehen in den 2000er Jahren.

## Filmografie
- 1970: Dem Täter auf der Spur (Fernsehserie, eine Folge)
- 1973: Im Auftrag von Madame (Fernsehserie, eine Folge)
- 1974: Tatort: Kneipenbekanntschaft
- 1975: Dalli Dalli (Fernsehserie, eine Folge)
- 1975: Musik aus Studio B (Fernsehserie, eine Folge)
- 1975: Bitte keine Polizei (Fernsehserie, eine Folge)
- 1979: Noch ’ne Oper (Fernsehfilm)
- 1980: Hollywood, ich komme (Fernsehfilm)